# 政變帶
政變帶（法语：Ceinture de coups d'État ），或稱軍政府走廊，是一個現代地緣政治概念和政治術語，用於描述西非、中非和薩赫勒國家政變盛行的地區現象。2023年尼日尔政变后，政变带国家已在非洲东海岸至西海岸连成线。
这些政变大部分是由对自2003年起的伊斯兰主义叛乱或抗议活动处理方法感到不满的军官所发动。法国在非洲的军事、经济和政治影响力也被认为是政变导火索之一。军政府上台后通常会与西方世界交恶，转而向俄罗斯和瓦格纳集团寻求支持。在此之前，非洲国家往往都会寻求法国的帮助，例如通过巴尔赫内行动镇压伊斯兰主义叛乱。随着俄罗斯在非洲影响力扩大，乌克兰开始介入非洲局势，引发了俄罗斯和乌克兰的代理人战争。

## 起源

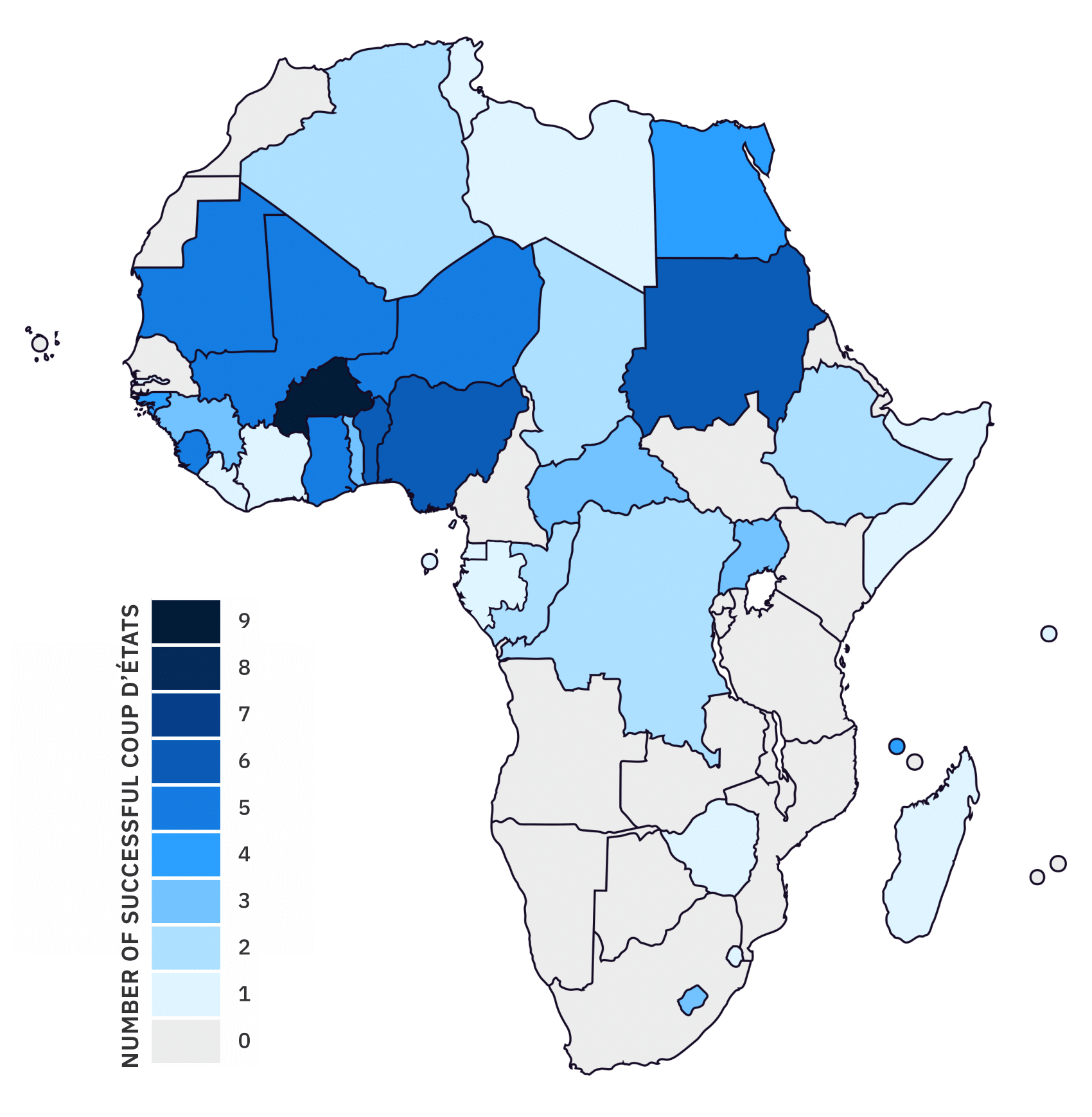
截至2023年9月28日，非洲各国独立后政变成功次数。

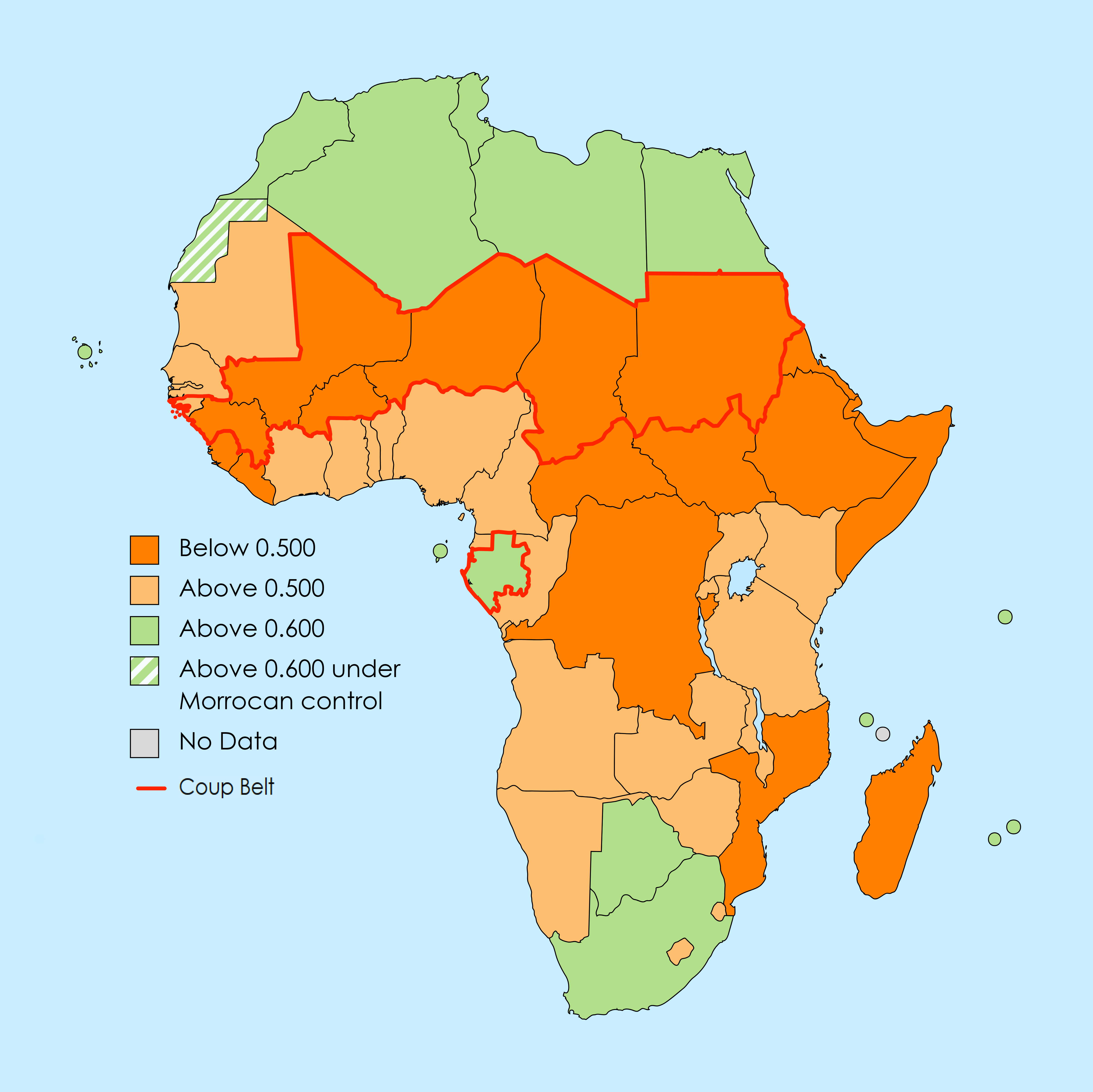
非洲国家的人类发展指数，政变带国家用红色标出。除加蓬外，其余政变带国家分数低于0.500，属于最不发达国家。

政变带一词早已出现，但在2020年代非洲国家政变频发后才开始流行。2020年代开始后，马里、乍得、几内亚、苏丹、布基纳法索、 尼日尔和加蓬相继发生政变改朝换代。除了上述的成功政变外，非洲在2020年代还发生过多次未遂政变，分别是2021年尼日尔未遂政变、2021年苏丹未遂政变、2022年几内亚比绍未遂政变、2022年冈比亚未遂政变、2023年苏丹未遂政变、2023年塞拉利昂政变阴谋、2023年塞拉利昂未遂政变、2023年布基纳法索未遂政变和2024年刚果民主共和国未遂政变。

## 歷史
自1990年以來，撒哈拉以南非洲的27次政變中有21场發生在前法國殖民地。引发人们反思法国影响力是否破坏了非洲的稳定。
馬里、布吉納法索和尼日爾的軍政府先後取消了允許法國軍隊在其領土上行動的軍事協定。馬里甚至取消了法語作為官方語言的地位。
2020年马里政变后，西非国家经济共同体暂停马里会籍。2021年几内亚政变后，该组织暂停几内亚会籍。布基纳法索和尼日尔也在政变后被暂停会籍。2024年1月，尼日尔、马里和布基纳法索宣布退出西非国家经济共同体，并在7月6日成立萨赫勒国家联盟。
2023年加蓬政变的情况有所不同，加蓬在56年来一直是由邦戈家族统治，其领土未在萨赫勒地区，也未有伊斯兰主义或分裂主义叛乱。加蓬之所以发生政变是因为选举引发抗议活动。政变领导人布里斯·奥利吉·恩圭马也不是什么普通军官，而是被罢免总统阿里·邦戈·翁丁巴的表弟。

## 政变带地区历年政变列表
| 日期               | 国家                   | 政变                     | 国家元首或政府首脑          | 政变领袖                                                                                           | 结果                                                  |
| ------------------ | ---------------------- | ------------------------ | --------------------------- | -------------------------------------------------------------------------------------------------- | ----------------------------------------------------- |
| 1957年6月          | 苏丹                   | 1957年苏丹未遂政变       | 阿卜杜勒·哈利勒             | Abdel Rahman Ismail Kabeida                                                                        | 政变失败                                              |
| 1958年11月17日     | 苏丹                   | 1958年苏丹政变           | 阿卜杜勒·哈利勒             | 阿卜杜勒·哈利勒                                                                                    | 政变成功                                              |
| 1959年11月9日      | 苏丹                   | 1959年苏丹未遂政变       | 易卜拉欣·阿布德             | | 政变失败                                              |
| 1964年2月17日      | 加彭                   | 1964年加蓬政变           | 莱昂·姆巴                   | - Jacques Mombo - Valére Essone - 让·伊莱尔·奥巴梅                                                 | 政变起初成功，但因法国介入姆巴复辟。                  |
| 1966年1月3日       |                        | 1966年上沃尔特政变       | 莫里斯·亚梅奥果             | 桑古尔·拉米扎纳                                                                                    | 政变成功                                              |
| 1968年11月18日     |                        | 1968年马里政变           | 莫迪博·凯塔                 | 穆萨·特拉奥雷                                                                                      | 政变成功                                              |
| 1969年5月25日      | 苏丹                   | 1969年苏丹政变           | 伊斯梅尔·阿扎里             | 加法尔·尼迈里                                                                                      | 政变成功                                              |
| 1971年7月19日–22日 | 苏丹                   | 1971年苏丹政变           | 加法尔·尼迈里               | 哈希姆·阿塔                                                                                        | 政变起初成功，但未获人心被支持尼迈里军队镇压。        |
| 1974年4月15日      | 尼日尔                 | 1974年尼日尔政变         | 哈马尼·迪奥里               | 赛义尼·孔切                                                                                        | 政变成功                                              |
| 1975年4月13日–15日 |                        | 1975年乍得政变           | 弗朗索瓦·托姆巴巴耶         | 诺埃尔·米拉劳·奥丁加尔 沃德·阿朴杜勒-卡德尔·卡穆格                                                 | 政变成功                                              |
| 1976年7月2日–5日   | 苏丹                   | 1976年苏丹未遂政变       | 加法尔·尼迈里               | 萨迪克·马赫迪 Muhammad Nour Saad                                                                   | 政变失败                                              |
| 1980年11月25日     |                        | 1980年上沃尔特政变       | 桑古尔·拉米扎纳             | 赛耶·泽博                                                                                          | 政变成功                                              |
| 1982年11月7日      |                        | 1982年上沃尔特政变       | 赛耶·泽博                   | 让-巴蒂斯特·韦德拉奥果                                                                             | 政变成功                                              |
| 1983年2月28日      | 1983年上沃尔特未遂政变 | 让-巴蒂斯特·韦德拉奥果   | 赛耶·泽博                   | 政变失败                                                                                           |                                                       |
| 1983年8月4日       | 1983年上沃尔特政变     | 让-巴蒂斯特·韦德拉奥果   | 托马斯·桑卡拉               | 政变成功                                                                                           |                                                       |
| 1984年4月3日       | 几内亚                 | 1984年几内亚政变         | 路易斯·兰萨纳·贝阿沃吉      | 兰萨纳·孔戴                                                                                        | 政变成功                                              |
| 1985年4月6日       | 苏丹                   | 1985年苏丹政变           | 加法尔·尼迈里               | | 政变成功                                              |
| 1987年10月15日     | 布吉納法索             | 1987年布基纳法索政变     | 托马斯·桑卡拉               | 布莱斯·孔波雷                                                                                      | 政变成功                                              |
| 1989年6月30日      | 苏丹                   | 1989年苏丹政变           | 艾哈迈德·米尔加尼           | 奥马尔·巴希尔                                                                                      | 政变成功                                              |
| 1989年9月18日      | 布吉納法索             | 1989年布基纳法索未遂政变 | 布莱斯·孔波雷               | - 让-巴蒂斯特·布卡里·林加尼 - 亨利·宗戈                                                            | 政变失败                                              |
| 1990年12月3日      |                        | 1990年乍得政变           | 侯赛因·哈布雷               | 伊德里斯·代比                                                                                      | 政变成功                                              |
| 1991年3月26日      |                        | 1991年马里政变           | 穆萨·特拉奥雷               | 阿马杜·图马尼·杜尔                                                                                 | 政变成功                                              |
| 1996年1月27日      | 尼日尔                 | 1996年尼日尔政变         | 马哈曼·奥斯曼               | 易卜拉欣·巴雷·麦纳萨拉                                                                             | 政变成功                                              |
| 1999年4月9日       | 尼日尔                 | 1999年尼日政变           | 易卜拉欣·巴雷·麦纳萨拉      | 达乌达·马拉姆·旺凯                                                                                 | 政变成功                                              |
| 2003年10月7日      | 布吉納法索             | 2003年布基纳法索未遂政变 | 布莱斯·孔波雷               | Luther Diapagri Oualy                                                                              | 政变失败                                              |
| 2004年5月16日      |                        | 2004年乍得未遂政变       | 伊德里斯·代比               | Bechir Haggar                                                                                      | 政变失败                                              |
| 2006年3月14日      |                        | 2006年乍得未遂政变       | 伊德里斯·代比               | - Tom Erdimi - Timane Erdimi - Seby Aguid                                                          | 政变失败                                              |
| 2008年12月23日     | 几内亚                 | 2008年几内亚政变         | 阿布巴卡尔·松帕雷           | 穆萨·达迪斯·卡马拉                                                                                 | 政变成功                                              |
| 2010年2月18日      | 尼日尔                 | 2010年尼日尔政变         | 马马杜·坦贾                 | 萨洛·吉博                                                                                          | 政变成功                                              |
| 2011年7月16日      | 尼日尔                 | 2011年尼日尔未遂政变     | 穆罕默杜·伊素福             | | 政变失败                                              |
| 2012年3月21日      |                        | 2012年马里政变           | 阿马杜·图马尼·杜尔          | 阿马杜·萨诺戈                                                                                      | 政变成功                                              |
| 2013年5月1日       |                        | 2013年乍得未遂政变       | 伊德里斯·代比               | Moussa Tao Mahamat                                                                                 | 政变失败                                              |
| 2014年11月3日      | 布吉納法索             | 2014年布基纳法索起义     | Blaise Compaoré             | - 奥诺雷·特拉奥雷 - 雅各巴·伊萨克·齐达                                                             | 起义成功                                              |
| 2015年9月16日      | 布吉納法索             | 2015年布吉纳法索政变     | 米歇尔·卡凡多               | 吉尔伯特·迪恩德雷                                                                                  | 政变失败                                              |
| 2019年1月7日       | 加彭                   | 2019年加蓬未遂政变       | 阿里·邦戈·翁丁巴            | Kelly Ondo Obiang                                                                                  | 政变失败                                              |
| 2019年4月11日      | 苏丹                   | 2019年苏丹政变           | 奥马尔·巴希尔               | - 艾哈迈德·阿瓦德·本·奥夫 - 阿卜杜勒·法塔赫·布尔汉                                                 | 政变成功                                              |
| 2020年8月18日      |                        | 2020年马里政变           | 易卜拉欣·布巴卡尔·凯塔      | - 阿西米·戈伊塔 - 马利克·迪奥 - 伊斯梅尔·瓦格 - 萨迪奥·卡马拉 - 巴·恩多                            | 政变成功                                              |
| 2021年3月31日      | 尼日尔                 | 2021年尼日尔未遂政变     | 穆罕默杜·伊素福             | Sani Saley Gourouza                                                                                | 政变失败                                              |
| 2021年4月20日      |                        | 伊德里斯·代比阵亡        | 哈龙·卡巴迪                 | 穆罕默德·代比                                                                                      | 穆罕默德·代比在父亲死后解散政府和议会自立总统实施军管 |
| 2021年5月24日      |                        | 2021年马里政变           | 巴·恩多                     | 阿西米·戈伊塔                                                                                      | 政变成功                                              |
| 2021年9月5日       | 几内亚                 | 2021年几内亚政变         | 阿尔法·孔戴                 | 马马迪·敦布亚                                                                                      | 政变成功                                              |
| 2021年10月25日     | 苏丹                   | 2021年苏丹政变           | 阿卜杜拉·哈姆杜克           | - 阿卜杜勒·法塔赫·布尔汉 - 穆罕默德·哈姆丹·达加洛                                                  | 政变成功                                              |
| 2022年1月23日      | 布吉納法索             | 2022年1月布基纳法索政变  | 罗克·马克·克里斯蒂安·卡波雷 | 保罗-亨利·桑达奥果·达米巴                                                                          | 政变成功                                              |
| 2022年9月30日      | 布吉納法索             | 2022年9月布基纳法索政变  | 保罗-亨利·桑达奥果·达米巴   | 易卜拉欣·特拉奥雷                                                                                  | 政变成功                                              |
| 2023年4月15日      | 苏丹                   | 苏丹内战 (2023年至今)    | 阿卜杜勒·法塔赫·布尔汉      | 穆罕默德·哈姆丹·达加洛                                                                             | 演变成内战                                            |
| 2023年7月26日      | 尼日尔                 | 2023年尼日尔政变         | 穆罕默德·巴祖姆             | - 阿卜杜拉赫曼·奇亚尼 - 阿马杜·阿卜杜拉曼 - 萨利富·莫迪 - 阿卜杜·西迪库·伊萨 - 穆萨·萨拉乌·巴尔穆  | 政变成功                                              |
| 2023年8月30日      | 加彭                   | 2023年加蓬政变           | 阿里·邦戈·翁丁巴            | 布里斯·奥利吉·恩圭马                                                                               | 政变成功                                              |
| 2023年9月26日      | 布吉納法索             | 2023年布基纳法索未遂政变 | 易卜拉欣·特拉奥雷           | - Abdoul Aziz Aouoba - Cheikh Hamza Ouattara - Christophe Maïga - Sekou Ouedraogo - Boubacar Keïta | 政变失败                                              |